# Lonnie Simmons
Lonnie Simmons (* um 1914; † 1. Januar 1995 in Chicago) war ein US-amerikanischer Jazzmusiker (Tenorsaxophon, Klarinette, Piano, Orgel).

## Leben und Wirken
Lonnie Simmons spielte mit zehn Jahren in der Band des Jenkins Orphanage in Charleston (South Carolina). Mit 15 Jahren trat er in mit lokalen Bands in Nightclubs auf; in seiner Band Charleston Nighthawks spielte auch der junge Julian Dash. Er zog dann nach New York City, wo eine Schwester lebte. Er trat in Clubs wie Yeah Man Club, Tillie's Chicken Shack sowie in Theater-Tourneegruppen auf, bevor er Ende der 1930er-Jahre bei Fats Waller arbeitete, mit dem 1938 erste Aufnahmen für RCA Victor entstanden. Anfang der 1940er-Jahre trat er in der Begleitband von Ella Fitzgerald in New Yorker Roseland Ballroom auf, gefolgt von Plattenaufnahmen für Decca Records.
Ab Anfang des folgenden Jahrzehnts lebte er in Chicago, arbeitete vorwiegend als Nachtcluborganist; außerdem spielte er bei Red Saunders in Chicago und arbeitete mit eigenen Formationen, mit denen er u. a. im Pershing Lounge und im Club Silhouette auftrat. Aufnahmen unter eigenem Namen entstanden 1951 für Parrot Records („Lonnie’s Blues/I Can’t Get Started “). 1966 nahm er noch mit Jack McDuff auf. Im Bereich des Jazz war er zwischen 1938 und 1966 an sieben Aufnahmesessions beteiligt. In späteren Jahren betätigte er sich außerdem als Polizeifotograf und Restaurantmanager. Er starb Neujahr 1995 im Alter von achtzig Jahren an den Folgen eines Schlaganfalls bei einem Auftritt im Biasetti's Steak House (1625 W. Irving Str.)´, wo er in den letzten 25 Jahren seines Lebens aufgetreten war.